# Казе Мартини (Ређо Емилија)
Казе Мартини је насеље у Италији у округу Ређо Емилија, региону Емилија-Ромања.
Према процени из 2011. у насељу је живело 6 становника. Насеље се налази на надморској висини од 305 м.